# اندیس حسین‌آباد
حسین آباد یک اندیس فلزی است که در حوالی شهر پاریز استان کرمان قرار دارد و مادهٔ معدنی موجود در آن، مس است.  